# Terra Vnesa
Terra Vanessa Kowalyk, mieux connue sous le nom de Terra Vnesa, est une actrice canadienne née à Toronto en Ontario.

## Filmographie
- 1997 : Chair de poule (Goosebumps) (série télévisée) : Hannah Stoneman (2 épisodes)
- 1998 : Real Kids, Real Adventures (série télévisée) : Shawna
- 1998-1999 : Animorphs (série télévisée) : Melissa Chapman (3 épisodes)
- 2000 : Fais-moi peur ! (Are You Afraid of the Dark?) (série télévisée) : Julie Hart
- 2002 : Too Young to Be a Dad (téléfilm) : Alex Freeman
- 2002 : Master Spy: The Robert Hanssen Story (en) (téléfilm) : Sue Hanssen
- 2003 : Hurt (en) : Stevie
- 2003 : Todd and the Book of Pure Evil (Short) : Gretchen
- 2004 : Anonymous Rex (téléfilm) : la petite amie
- 2004 : 72 Hours: True Crime (en) (série télévisée documentaire) : Martha
- 2005 : Sonny by Dawn (téléfilm) : Veronica
- 2006 : 11 caméras (série télévisée) : Honey (20 épisodes)
- 2006 : Five Girls : Cecilia
- 2007 : Your Beautiful Cul de Sac Home : Alyssa
- 2008-2009 : Degrassi : La Nouvelle Génération (série télévisée) : Trina (6 épisodes)
- 2009 : The Best Years (série télévisée) : Jessie
- 2010 : Bloodletting & Miraculous Cures (en) (mini-série) : Sienna (3 épisodes)
- 2011 : Détour mortel 4 (Wrong Turn 4: Bloody Beginnings) : Jenna
- 2012 : The Listener (série télévisée) : Blaire Donleavy
- 2012 : I Was a Boy : Reason